# Sawa (cultivar de pommier)
Pour les articles homonymes, voir Sawa.
Sawa est le nom d'un cultivar de pommier domestique.

## Origine
Warsaw Agricultural University, Pologne

## Parenté
Hybride: Fantazja x Primula.

## Résistances et susceptibilités
- Tavelure: résistant